# Diplocaulobium copelandii
Diplocaulobium copelandii là một loài thực vật có hoa trong họ Lan. Loài này được (F.M.Bailey) P.F.Hunt mô tả khoa học đầu tiên năm 1971.